# Once More 'Round the Sun
Once More' Round the Sun är det amerikanska progressiv metal/sludge metal-bandet Mastodons sjätte studioalbum, utgivet 19 juni 2014 av skivbolaget Reprise Records.

## Låtlista
1. "Tread Lightly" – 5:14
2. "The Motherload" – 4:59
3. "High Road" – 4:15
4. "Once More 'Round the Sun" – 2:58
5. "Chimes at Midnight" – 5:32
6. "Asleep in the Deep" – 6:1/
7. "Feast Your Eyes" – 3:23
8. "Aunt Lisa" – 4:08
9. "Ember City" – 4:59
10. "Halloween" – 4:39
11. "Diamond in the Witch House" – 7:49

Text & music: Mastodon (Scott Kelly: extra text spår 11)

## Medverkande
Mastodon
- Troy Sanders – basgitarr, sång
- Brann Dailor – trummor, sång
- Brent Hinds – sologitarr, sång
- Bill Kelliher – gitarr

Bidragande musiker
- Isaiah "Ikey" Owens – synthesizer (spår 6)
- Scott Kelly – sång (spår 11)
- Valient Himself (Herbie Thorr) – bakgrundssång (spår 6)
- Gary Lindsey, Meredith Franco, Julia Kugel, Stephanie Luke – bakgrundssång (spår 8)

Produktion
- Nick Raskulinecz – producent, ljudmix
- Jon Albritton, Nathan Yarborough, Noah Landis, Tom Tapley – ljudtekniker
- Ted Jensen – mastering
- Jeff Sosnow, Mike Elizondo – omslagsdesign
- Skinner – omslagskonst